# الیوت کاتلر
الیوت کاتلر (انگلیسی: Elliott Cutler؛ ‏ ۳۰ ژوئیهٔ ۱۸۸۸ – ۱۶ اوت ۱۹۴۷) جراح، پزشک ارتش و استاد رشته پزشکی اهل ایالات متحده آمریکا بود. او استاد رشتهٔ جراحی دانشکده پزشکی هاروارد، رئیس جراحان بیمارستان پیتر بنت بریگهام از سال ۱۹۳۲ تا ۱۹۴۷ و سرتیپ سپاه پزشکی ارتش ایالات متحده آمریکا بود. او در سال ۱۹۲۳ نخستین جراحی موفق دریچه قلب را در جهان انجام داد. وی همچنین به‌همراه رابرت زولینگر مؤلف کتاب «اطلس جراحی» بود که در طول قرن بیستم یک کتاب درسی استاندارد جراحی باقی ماند. وی فارغ‌التحصیل رشتهٔ پزشکی در دانشکده پزشکی هاروارد در سال ۱۹۱۳ بود و شاگرد اول کلاس خود بود. وی همچنین در رشتهٔ ایمنی‌شناسی در دانشگاه راکفلر تحصیل نمود.
وی همچنین برندهٔ جوایزی همچون نشان خدمات برجسته شده است.